# Ruisseau de Montfort
Le ruisseau de Montfort est un cours d'eau de France situé en Isère, au nord-est de Grenoble, dans le massif de la Chartreuse, et qui conflue avec le canal de la Chantourne dans le Grésivaudan.

## Géographie
Né à Saint-Hilaire-du-Touvet au pied de la dent de Crolles, il franchit rapidement les falaises du plateau des Petites Roches en formant la cascade de l'Oule. Son cours est alors voisin de la voie du funiculaire de Saint-Hilaire-du-Touvet. Après avoir traversé le hameau de Montfort sur la commune de Crolles, il forme les marais qui portent son nom puis se jette dans le canal de la Chantourne qui rejoint l'Isère à la Tronche.

## Histoire
Le 29 décembre 2021, une vigilance orange pluie-inondations est émise par Météo-France pour les départements de l'Isère, de la Savoie, de la Haute-Savoie et de l'Ain. De violentes pluies sur un sol saturé en eau associées à une fonte rapide du manteau neigeux provoquent un important débordement du ruisseau, endommageant gravement les voies et la gare aval du funiculaire de Saint-Hilaire-du-Touvet qui sont recouverts de plusieurs mètres de gravas par endroit. L'un des deux funiculaires qui est stationné dans la gare aval est détruit, seule sa toiture étant encore visible au moment de la constatation des dégâts.

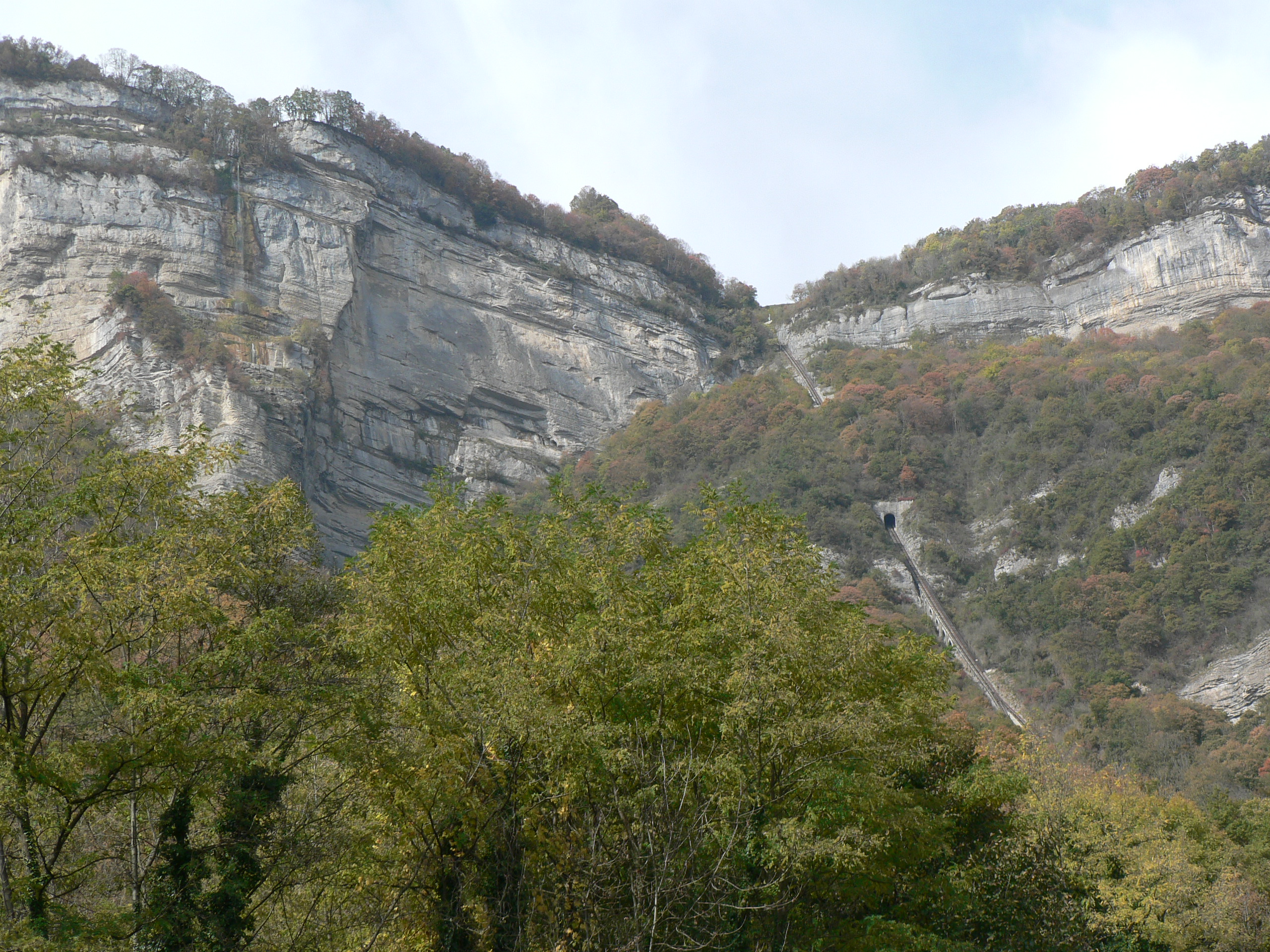
Vue du funiculaire de Saint-Hilaire-du-Touvet avec la cascade de l'Oule sur la gauche.